# زوشا راکمور
زوشا راکمور (انگلیسی: Xosha Roquemore؛ زادهٔ ۱۱ دسامبر ۱۹۸۴) بازیگر اهل ایالات متحده آمریکا است.
از فیلم‌ها یا مجموعه‌های تلویزیونی که وی در آن‌ها نقش داشته‌است، می‌توان به گرانبها، جی‌بی‌اف، سرخدمتکار، ۱۰ چیز درباره تو که ازشان متنفرم، روزان، جابجایی اعضای خانواده، تمام شب، مغز زنانه و ۱۰ چیز درباره تو که ازشان متنفرم اشاره نمود.